# Corycaeus obtusus
Corycaeus obtusus – gatunek widłonoga z rodziny Corycaeidae. Nazwa naukowa tego gatunku skorupiaków została opublikowana w 1849 roku przez amerykańskiego zoologa Jamesa Dwighta Danę.